# Лопес, Пабло (футболист)
Пабло Сесар Лопес Мартинес (исп. Pablo César López Martínez; род. 7 января 1998, Сантьяго-де-Керетаро) — мексиканский футболист
, полузащитник клуба «Пачука».

## Клубная карьера
Лопес — воспитанник клуба «Пачука». 18 февраля 2016 года в поединке Кубка Мексики против «Атлетико Сан-Луис» Пабло дебютировал за основной состав. 20 ноября в матче против столичной «Америки» он дебютировал в мексиканской Примере, заменив во втором тайме Хорхе Эрнандеса. 2 сентября 2019 года в поединке против «Гвадалахары» Пабло забил свой первый гол за «Пачуку».

## Международная карьера
В 2015 году в составе юношеской сборной Мексики Лопес выиграл юношеский чемпионата Северной Америки в Гондурасе. В том же году Пабло принял участие в юношеском чемпионате мира в Чили. На турнире он сыграл в матчах против команд Аргентины, Австралии, Германии, Чили, Эквадора, Нигерии и Бельгии. В поединках против немцев и чилийцев Лопес забил по голу.
В 2017 году Лопес в составе молодёжной сборной Мексики принял участие в молодёжном чемпионате Северной Америки в Коста-Рике. На турнире он сыграл в матчах против команд Канады, США, Сальвадора и Гондураса.
В том же году Лопес принял участие в молодёжном чемпионате мира в Южной Корее. На турнире он сыграл в матчах против команд Вануату, Германии и Венесуэлы.
В 2019 году в составе олимпийской сборной Мексики Лопес принял участие в Панамериканских играх в Перу. На турнире он сыграл в матчах против команд Панамы, Аргентины, Эквадора, Гондураса и Уругвая.

## Достижения
Мексика (до 17)
- Юношеский кубок КОНКАКАФ — 2015